# Game & Watch: The Legend of Zelda
Game & Watch: The Legend of Zelda es una consola portátil de edición limitada Game & Watch de la serie Colour Screen. Fue desarrollada y fabricada por Nintendo en conmemoración del 35ª aniversario de la serie The Legend of Zelda. Se anunció el 15 de junio de 2021 dentro del Nintendo Direct celebrado en el E3 2021 y fue lanzado el 12 de noviembre de 2021. La videoconsola contiene una colección de tres videojuegos de la saga: The Legend of Zelda, Zelda II: The Adventure of Link y The Legend of Zelda: Link's Awakening y Vermin, junto con un reloj digital. 

## Historia y desarrollo

Game & Watch: The Legend of Zelda incluye: sobrecubierta de plástico con estampados temáticos, caja del producto, cartón interno pedestal, cable de carga USB-C, manual de instrucciones y el dispositivo.

El 15 de junio de 2021, Nintendo anunció el Game & Watch de celebración, su contenido y la fecha de lanzamiento a través de un tráiler dentro del Nintendo Direct realizado con motivo del E3. Tras el anuncio, Nintendo publicó una página dedicada a la iniciativa en su sitio web en la que, junto con las características más destacadas del dispositivo, se revela el precio de venta sugerido por el fabricante, equivalente a 49,99 $ mientras que el japonés es de 5480 yenes.

## Modo de juego
El Game & Watch: The Legend of Zelda contiene una selección de videojuegos de la serie The Legend of Zelda (cronológicamente son el primer, segundo y cuarto título de la serie), pertenecientes principalmente al género de acción-aventura y, en parte, acción- RPG con plataformas; The Legend of Zelda es un típico juego de acción y aventuras, al igual que The Legend of Zelda: Link's Awakening, mientras que Zelda II: The Adventure of Link combina elementos de juegos de rol de acción y plataformas de este género. Cada juego contiene sus versiones en inglés y japonés (también francés y alemán para Link's Awakening).Vermin se trata de un típico juego de habilidad que reproduce en formato de videojuego el popular juego de Whac-A-Mole donde, en lugar del personaje original, encontramos a Link como personaje jugable y los topos por Octoroks. Finalmente, junto con los juegos, el dispositivo implementa la función de reloj y temporizador. El reloj del juego está inspirado en el The Legend of Zelda original, mientras que el temporizador tiene el tema de Adventure of Link.

## Características y hardware

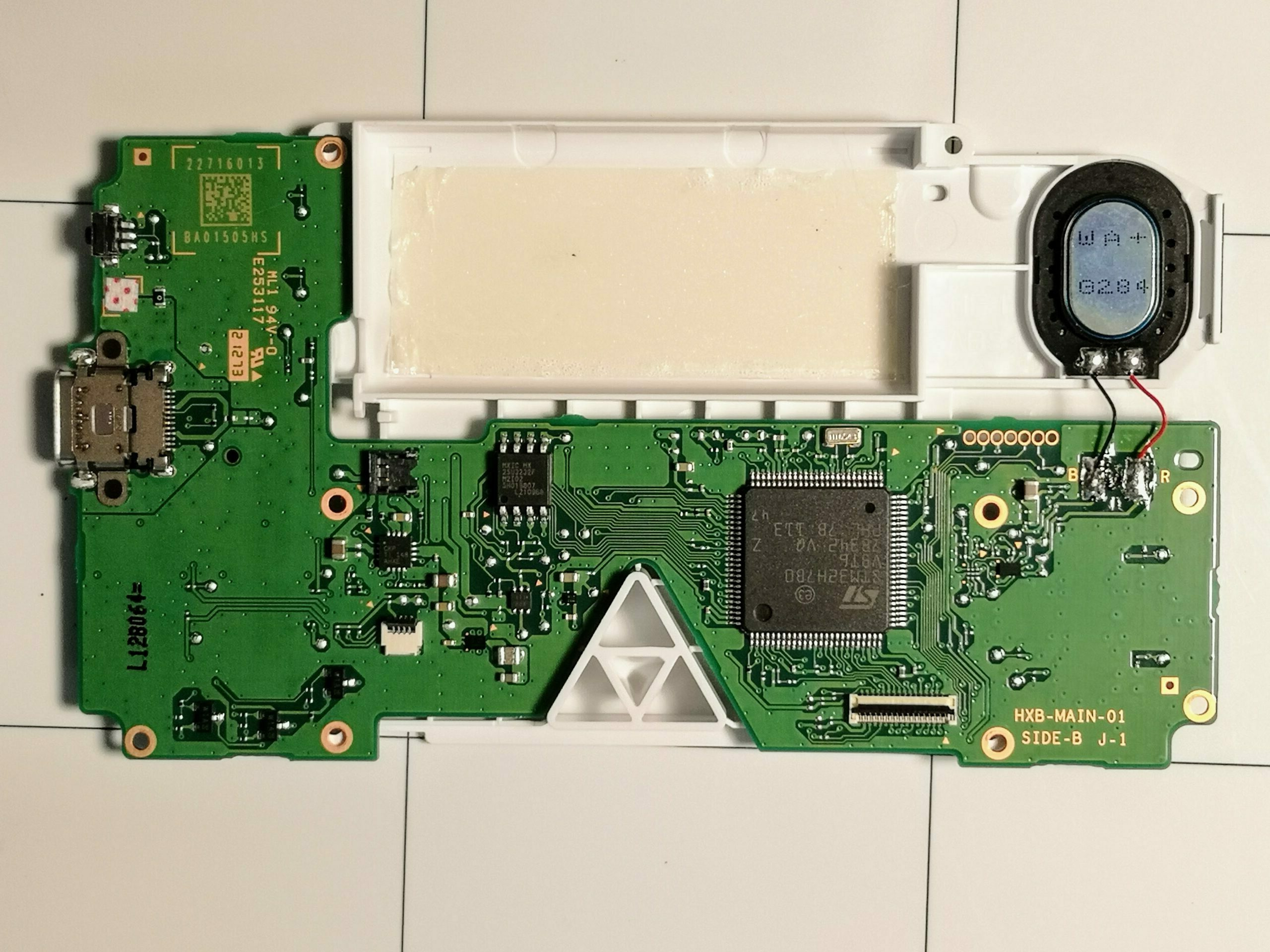
Placa base del Game & Watch: The Legend of Zelda.

El dispositivo está basado en el microcontrolador STM32H7B0VBT6 de STMicroelectronic  o en un núcleo ARM Cortex-M7 de 32 bits con frecuencia de reloj de hasta 280 MHz, 128 Kbytes de memoria flash y 1,4 MByte de RAM; integra controlador TFT LCD y controlador USB. La pantalla del juego es LCD retroiluminada a color de 2,36 pulgadas con resolución QVGA (320 x 240).

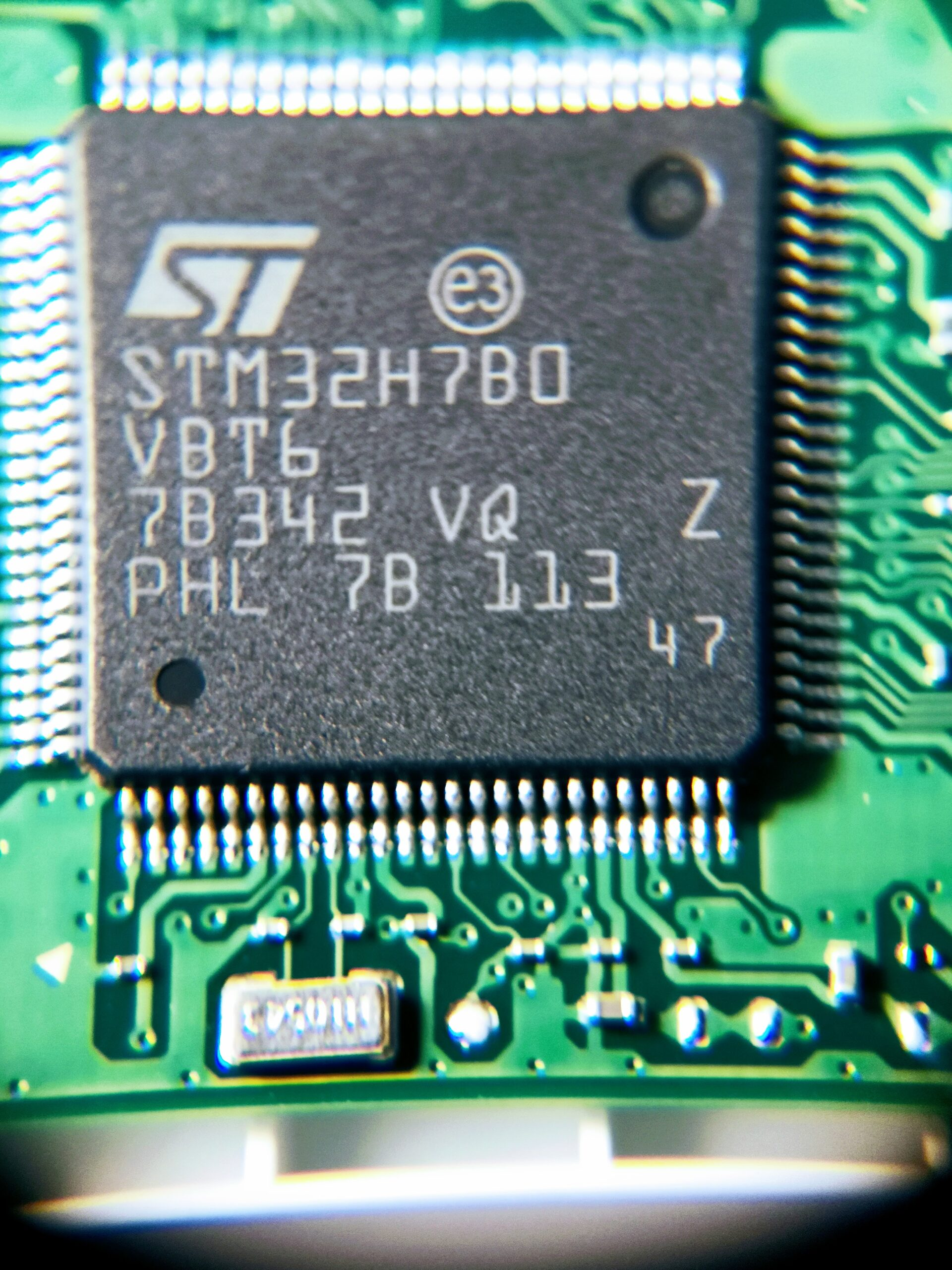
Microcontrolador STM32H7B0VBT6 incluido en el Game & Watch: The Legend of Zelda.

El diseño se basa en la serie Game & Watch Widescreen, con la carcasa metálica dorada y un borde verde y una Trifuerza en la parte trasera. Mide 67 mm de alto, 112 mm de ancho y 12,5 mm de ancho, y tiene un peso total de 68 g. Posee una pantalla LCD a color de 2,36 pulgadas. El dispositivo funciona con una batería de iones de litio recargable incorporada con una capacidad de 525 mAh, la misma batería que se encuentra dentro del Joy-Con de la consola Nintendo Switch. La duración nominal de la batería es de 8 horas, mientras que el tiempo de carga se estima en 3 horas y se recarga a través de la toma USB-C del dispositivo. El dispositivo está equipado con un botón de encendido/apagado.
Los controles del juego son una cruceta, dos botones de acción (A y B), los botones de "start" e "select" y tres botones de modo juego, tiempo, pausa/ajuste.

## Recepción
Seth Macy, escribiendo para IGN, calificó al Game & Watch: The Legend of Zelda con un 9 sobre 10. Macy declaró que la consola conserva todo el encanto del Game & Watch: Super Mario Bros. presentado en 2020, el cual también valoró positivamente, y que «los juegos incluidos son posiblemente mejores». Revisando la sensación del hardware del juego, Macy dijo que la pantalla tiene colores «ricos, vibrantes y absolutamente nítidos» y concluye que es «una pieza absolutamente encantadora». Macy se encontró decepcionado por la ausencia de huevos de Pascua como "The Mario Drawing Song" de la consola anterior, pero la consola «incluye suficientes toques reflexivos para que hacerlo valga la pena como coleccionista».

### Ventas
La apertura de pedidos anticipados del juego para Norteamérica y Europa se produjo el 15 de junio de 2021, tras el anuncio y el final de la presentación por parte de Nintendo, en tiendas físicas y E-Commerce. Después de menos de dos semanas, el dispositivo se agotó en la reserva para algunos de ellos. Entre las tiendas en línea donde la consola se agotó se encuentran Amazon y Best Buy.